# Ballester–Molina
A Ballester–Molina é uma pistola semiautomática projetada e produzida pela empresa argentina Hispano Argentina Fábrica de Automóviles SA (HAFDASA). De 1938 a 1940 recebeu o nome de Ballester–Rigaud.

## História
A Ballester–Molina foi projetada para oferecer à Polícia Federal Argentina e outras forças armadas uma alternativa mais barata à "Sistema Colt Modelo 1927", ela própria uma cópia licenciada da Colt M1911A1, produzida sob a supervisão dos engenheiros da Colt. A produção da Ballester–Molina começou em 1938 e cessou em 1953. A Sistema Colt 1927 foi fabricada até 1966, sobrevivendo à sua sucessora pretendida por mais de duas décadas.
A história da empresa remonta a 1929, quando dois empresários espanhóis, Arturo Ballester e Eugenio Molina, estabeleceram uma filial da Hispano-Suiza em Buenos Aires, "Hispano-Argentina S.A." Anos depois, a HAFDASA contratou dois engenheiros, o francês Rorice Rigaud e Carlos Ballester–Molina, parente dos fundadores. Rigaud tornou-se o projetista-chefe da empresa, enquanto Ballester–Molina foi nomeado diretor executivo.
Como a Ballester–Molina foi projetada para servir ao lado da Modelo 1927 que estava atualmente em serviço na Argentina, ela tem uma notável semelhança com a Colt M1911A1. A Ballester–Molina e a M1911 compartilham um carregador idêntico de sete cartuchos, cano, mola de recuo e bucha de cano. Embora muitas outras partes pareçam idênticas à primeira vista, não o são; apenas o cano e o carregador são intercambiáveis. A Ballester–Molina também é conhecida como HAFDASA, pelas iniciais de seu fabricante.

## Uso
A Ballester–Molina foi usada predominantemente pelas forças de segurança argentinas. O Exército Argentino a adotou como arma curta padrão em 1938. A Ballester–Molina é uma pistola de culatra fechada semiautomática operada por recuo curto. O sistema de travamento é uma cópia quase idêntica do Modelo 1911, com a trava giratória usada para destravar o cano do ferrolho. A pistola tem um gatilho de ação única e de dois estágios, mas, diferentemente do gatilho de 1911, ela gira em vez de deslizar. O sistema de alojamento da mola está integrado à estrutura da pistola, em vez de ser uma peça separada. O cão é travado pela trava de segurança manual montada na estrutura e, principalmente, não há trava de segurança de punho. Muitas exemplares à venda no mercado excedente foram muito utilizadas, mas apresentam pouco desgaste interno.
Cerca de 8.000 foram vendidas ao Reino Unido durante a Segunda Guerra Mundial.
Em um artigo de setembro de 2007 na revista de armas argentina Magnum, sobre as pistolas Ballester–Molina encomendadas pelos britânicos, a pesquisa e os dados de coleta do escritor e colecionador de armas George E. Arbones parecem indicar a lenda de Ballester–Molinas compradas pelos britânicos sendo fabricadas com aço resgatado do encouraçado alemão Admiral Graf Spee depois que ele foi afundado no Rio da Prata, no porto de Montevidéu, Uruguai. Outro especialista, Alejandro Gherovici, rejeitou a lenda dizendo que o aço provavelmente foi fornecido pelos EUA sob Lend-Lease. O artigo de Arbones também detalha o uso dessas pistolas pelo 8.º Exército Britânico e pela SOE, e como ele passou a ter sua própria Ballester–Molinas com marca britânica. Cerca de 8.000 Ballester–Molinas foram fabricadas especialmente para a Grã-Bretanha durante a Segunda Guerra Mundial. Várias pistolas foram entregues a agentes da SOE, a fim de evitar o uso de armas britânicas em operações secretas na Europa ocupada e atrás das linhas inimigas. Isto é muito plausível devido ao número de pistolas deste contrato encontradas no mercado de segunda mão em França. Em 2002 a publicação nº150 da Revista Magnum escrita por Santiago P. Tavella Madariaga traz dados sobre este tema. A fabricação da pistola britânica Ballester Molina começou provavelmente em 1941, com entregas terminando em 1944. As pistolas britânicas Ballester–Molinas são identificadas por números de série que variam de 8.900 a 22.000, marcados com um prefixo "B" (ou seja, B1633) no lado direito da estrutura além do número de série do fabricante no lado esquerdo do punho, sob a corrediça (slide) e os três últimos números do número de série marcados na aba do elo do cano. O contrato britânico B125 exibindo o número de série HAFDASA 9019 está preservado no Imperial War Museum em Leeds, Reino Unido.

## Variantes
Uma versão da Ballester–Molina com câmara para o cartucho .22 Long Rifle foi fabricada para fins de treinamento.
Esta versão era idêntica externamente à Ballester–Molina padrão, exceto pelas marcações das corrediças indicando o calibre.
No entanto, a versão calibre .22 é operada por blowback para acomodar o cartucho menos potente. Esta versão foi produzida em números muito menores e é muito mais rara hoje.
A pistola Ballester–Molina também veio com cano estendido e coronha de madeira.

## Operadores
- Argentina
  - Exército Argentino
  - Força Aérea Argentina
  - Gendarmeria Nacional Argentina
  - Polícia Federal Argentina
  - Prefeitura Naval Argentina
- Bolívia
- Chile
- Colômbia
- Equador
- Resistência italiana - Exemplos adquiridos pelos britânicos fornecidos aos partisans.[8]
- Peru[1]
- Reino Unido[4]
- Venezuela